# Iglesia de San Francisco (Fuente Obejuna)
La iglesia de San Francisco es un templo católico ubicado en el municipio andaluz de Fuente Obejuna, en la provincia de Córdoba (España). Formó parte del antiguo convento de San Francisco de Fuente Obejuna, y está situada en la calle Maestra de Fuente Obejuna y a la altura de la esquina de la calle del Santo Cristo.

## Historia

### El primitivo convento de San Francisco (1475-1594)

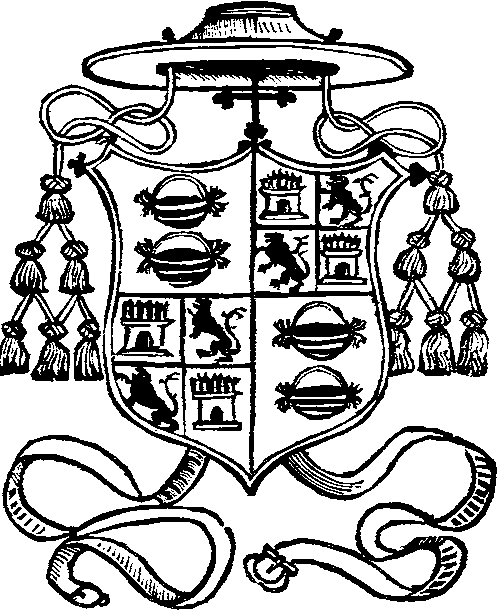
Escudo del obispo Alonso Manrique.

Está documentado que en 1475 ya habían llegado a Fuente Obejuna varios frailes franciscanos de la antigua Provincia de los Ángeles, y Manuel Gahete Jurado aseguró que con toda seguridad estuvieron presentes en la célebre revuelta que en 1476 los mellarienses protagonizaron contra Fernán Gómez de Guzmán, comendador mayor de la Orden de Calatrava, ya que en el pasaje de la Crónica de Enrique IV donde se narró esa sublevación, y como advirtió Gahete Jurado, se mencionó que un fraile franciscano intentó dar sepultura al cadáver del defenestrado comendador:

Luego arrojaron por la ventana el cuerpo medio destrozado (del comendador) a la calle, donde las turbas acabaron de despedazarle a golpes y pedradas. Una vieja que intentó recoger los informes restos en una espuerta, fue azotada. A un religioso del monasterio de San Francisco, fundación del Comendador, no se le permitió tampoco que diera sepultura al cadáver y a duras penas escapó con vida.

Pero a pesar de lo anterior, otros autores afirmaron erróneamente que los orígenes del convento están vinculados con la imperiosa necesidad que los pobladores de los cortijos y aldeas de los alrededores de Fuente Obejuna, como indicó Manuel Rivera Mateos, tenían en el siglo XVI de asistencia espiritual, ya que tras el célebre asesinato en 1476 del comendador Fernán Gómez de Guzmán, numerosos habitantes de Fuente Obejuna intentaron escapar, como señaló fray Andrés de Guadalupe en su Historia de la Santa Provincia de los Ángeles, de los «rigores» de la justicia de los Reyes Católicos y se refugiaron en las montañas de Sierra Morena, donde no disponían ni de iglesias para el culto ni podían recibir los sacramentos.
 

Fray Andrés de Guadalupe también consignó que, debido a la necesidad extrema de esos refugiados, los frailes de San María de los Ángeles los atendieron espiritualmente con «singular» caridad y sufriendo por ello grandes penalidades, aunque sin reparar en todo ello por el «bien de sus almas». Y gracias a los consejos y predicaciones de esos frailes, los que habían abandonado Fuente Obejuna volvieron a acudir a esta para «cumplir con la Iglesia» y para que sus hijos recibieran el sacramento del Bautismo. Y el mismo autor indicó que todos esos refugiados llegaron a poblar en la década de 1570 y durante el pontificado en Córdoba de fray Bernardo de Fresneda, treinta y siete «cortijuelos» en los que fueron edificando iglesias según sus posibilidades y gracias a las «instancias y diligencias» de dicho prelado, que precisamente era un fraile franciscano.

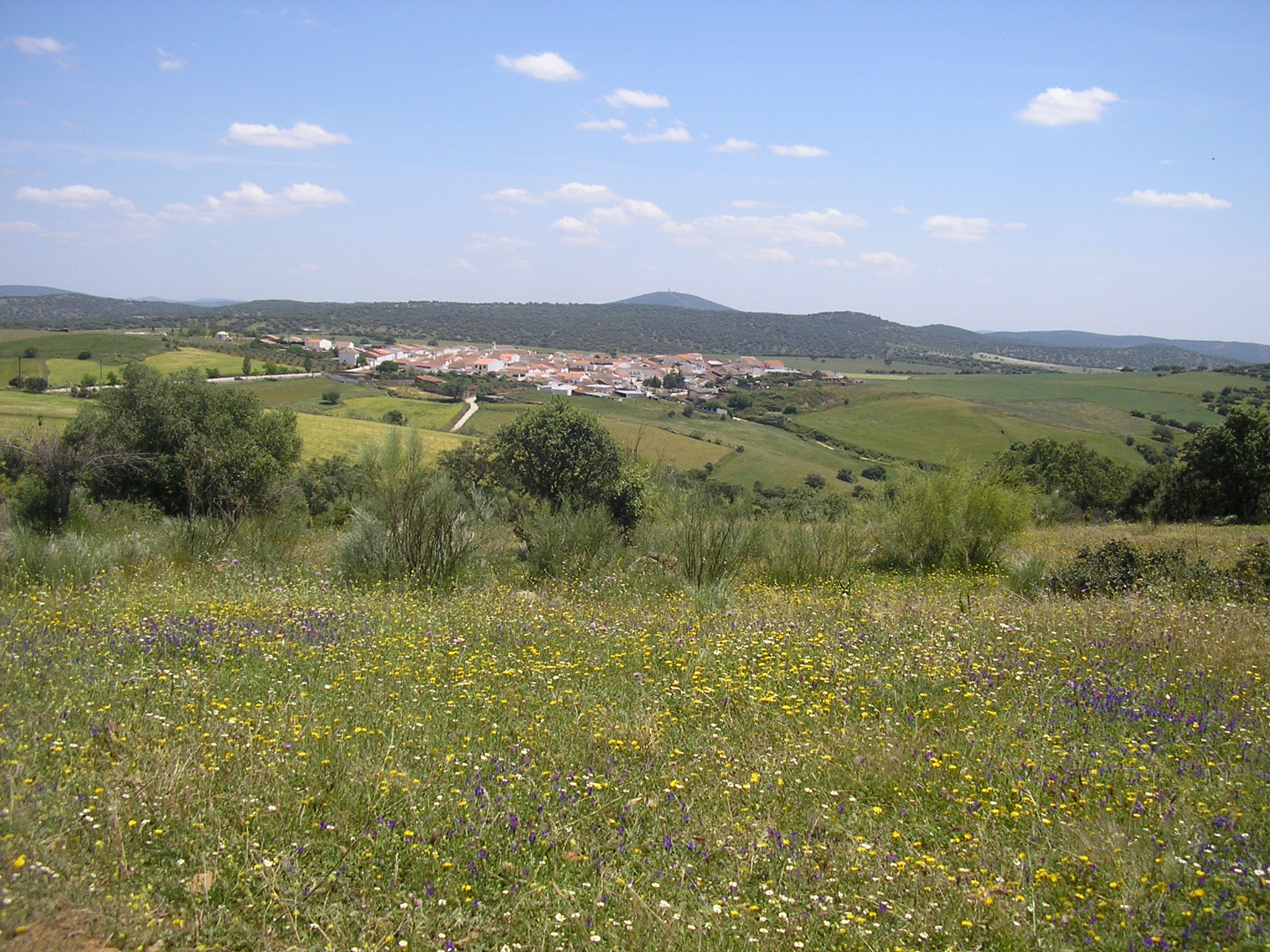
Vista general de la aldea de Posadilla. (Provincia de Córdoba).

El promotor de la fundación del primitivo convento de los franciscanos fue el prelado Alonso Manrique, obispo de Córdoba, ya que este deseaba ampliar, según fray Andrés de Guadalupe, la Provincia de los Ángeles de la Orden de los franciscanos y al mismo tiempo estaba profundamente preocupado por el bien espiritual de los habitantes de Fuente Obejuna y de todos aquellos que vivían en pequeñas aldeas junto a esta población. Y el prelado cordobés, que conocía las excelencias espirituales de los franciscanos y su «vida ejemplar», inició las negociaciones para fundarlo con el provincial de la custodia de la Santa Provincia de los Ángeles en España, fray Francisco de los Ángeles Quiñones, aunque según Luis María Ramírez de las Casas-Deza, y como advirtieron los autores del Catálogo artístico y monumental de la provincia de Córdoba, fue el obispo quien «excitó» o animó a fray Francisco para que el convento fuera fundado.
Juana de Cárdenas, que era señora de la Puebla del Maestre e hija de Alonso de Cárdenas, maestre de la Orden de Santiago, y también viuda de Pedro Portocarrero, que fue señor de Moguer y de Villanueva del Fresno, se interesó por el proyecto de la fundación y ayudó a financiar su construcción, por lo que Rivera Mateos le atribuyó el título de «fundadora» del convento. Sin embargo, fray Andrés de Guadalupe y otros autores aseguraron que esta dama se comprometió a costear por entero la fundación del mismo.
En aquella época el obispo Alonso Manrique debía viajar a Italia y a Flandes acompañando al emperador Carlos I de España, pero antes de abandonar España, y según afirmó fray Andrés de Guadalupe, escribió una carta al ya mencionado fray Francisco de los Ángeles en la que le comunicó sus deseos de fundar un convento en Fuente Obejuna y le solicitó que apoyase esa iniciativa. Y el mencionado obispo le escribió otra carta al provisor general del obispado de Córdoba, Pedro Ponce de León, para que agilizara los trámites de la fundación y la llevara a cabo lo antes posible, por lo que este último, al llegar a Fuente Obejuna mientras realizaba una visita por la diócesis, y tras haber recibido la correspondiente autorización del obispo el 5 de marzo de 1520, que el prelado había concedido hallándose en Aquisgrán, otorgó la licencia para que el convento fuera fundado el día 12 de octubre de ese mismo año.
El lugar elegido para edificar el nuevo convento, cuya construcción comenzó en 1520 o en 1525 según otros autores, estaba situado a las afueras de Fuente Obejuna y en un paraje conocido en la actualidad como Huerta de Perrengue, que está, según Rivera Mateos, a «unos 500 pasos» al noroeste del municipio, aunque los autores del mencionado Catálogo afirmaron que era el propio convento el que estaba situado a 500 pasos de un arroyo, y otros que estaba a 2.000 pasos de Fuente Obejuna, aunque fray Andrés de Guadalupe, por su parte, afirmó que el nuevo convento se hallaba a unos 500 pasos de la localidad, cerca de un arroyo y junto a un pequeño «monte de encinas».

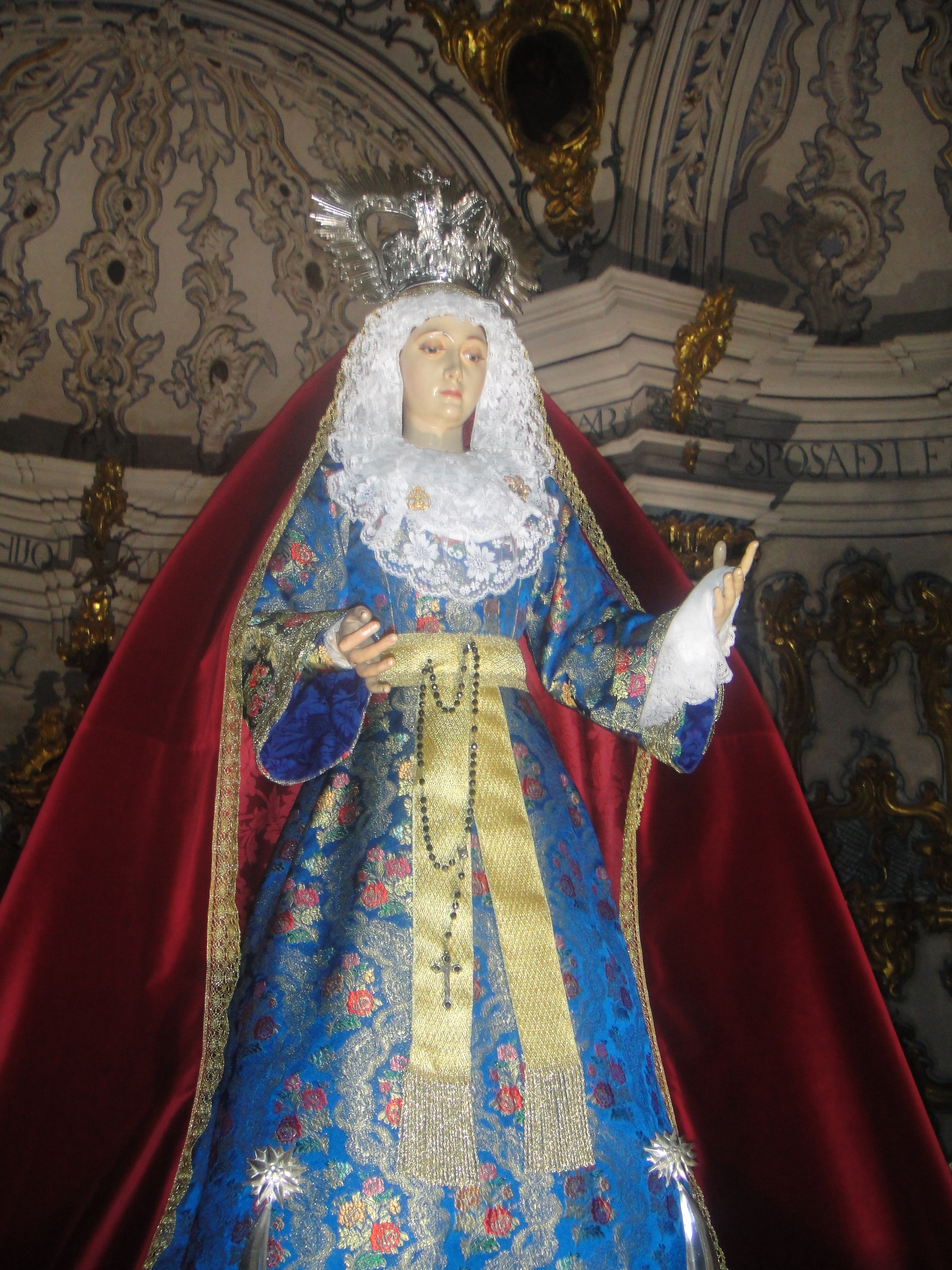
Imagen de Nuestra Señora de la Esperanza en el retablo mayor de la iglesia de San Francisco.

Por deseo de Juana de Cárdenas, la «fundadora» del convento, este fue colocado bajo la advocación de Nuestra Señora de la Esperanza, que es la que aún conserva en la actualidad, según Rivera Mateos, aunque dicha dama también cedió al nuevo convento mellariense numerosos ornamentos y algunos vasos sagrados para el culto y planeó conceder algunas rentas perpetuas al mismo para que pudiera mantenerse, aunque los superiores de la Provincia de los Ángeles no lo admitieron por desear que los frailes vivieran pobremente según el estilo evangélico y como habían hecho hasta entonces «en otras fundaciones». Y fray Andrés de Guadalupe añadió que todo ello se hizo según la «estrecha pobreza» a que estaba sujeta la Provincia de los Ángeles de la Orden franciscana.
Cuando el convento estuvo edificado por completo, pasó a ser, en palabras de fray Andrés de Guadalupe, el «mejor adorno que tenia la villa» de Fuente Obejuna, ya que no sólo destacaba el complejo conventual, sino también su huerta y las ermitas «fundadas en el monte de encinas», que hacían su vista «agradable» y propiciaba, en palabras de dicho autor, la «recreación religiosa» de los que lo contemplaban. Y el mismo historiador añadió que los señores de la Puebla del Maestre fueron los «especiales» y más destacados bienhechores del convento mellariense en esa época y que los frailes del convento los consideraban sus patronos y celebraban tanto por Juana de Cárdenas como por sus sucesores continuamente «sufragios y oraciones», aunque también los hacían por los vecinos de Fuente Obejuna y de sus aldeas, ya que estos siempre profesaron un gran afecto a los frailes y les concedieron también generosas limosnas, añadiendo fray Andrés de Guadalupe que:

Entre otras cofas memorables del conuento ay vna fingular y grande; tiene la inftitucion primera del fantifsïmo Sacramento del altar, con las leyes ſantas, y gracias de fu Fundacion. Embiòla à fu fobrina Doña Iuana de Cardenas Doña Terefa Enriquez feñora de
Torrijos, fu fundadora, los Primeros años, que començò è dívulgarfe Por nueftra Efpaña.

### El nuevo convento de San Francisco (1594-1835)

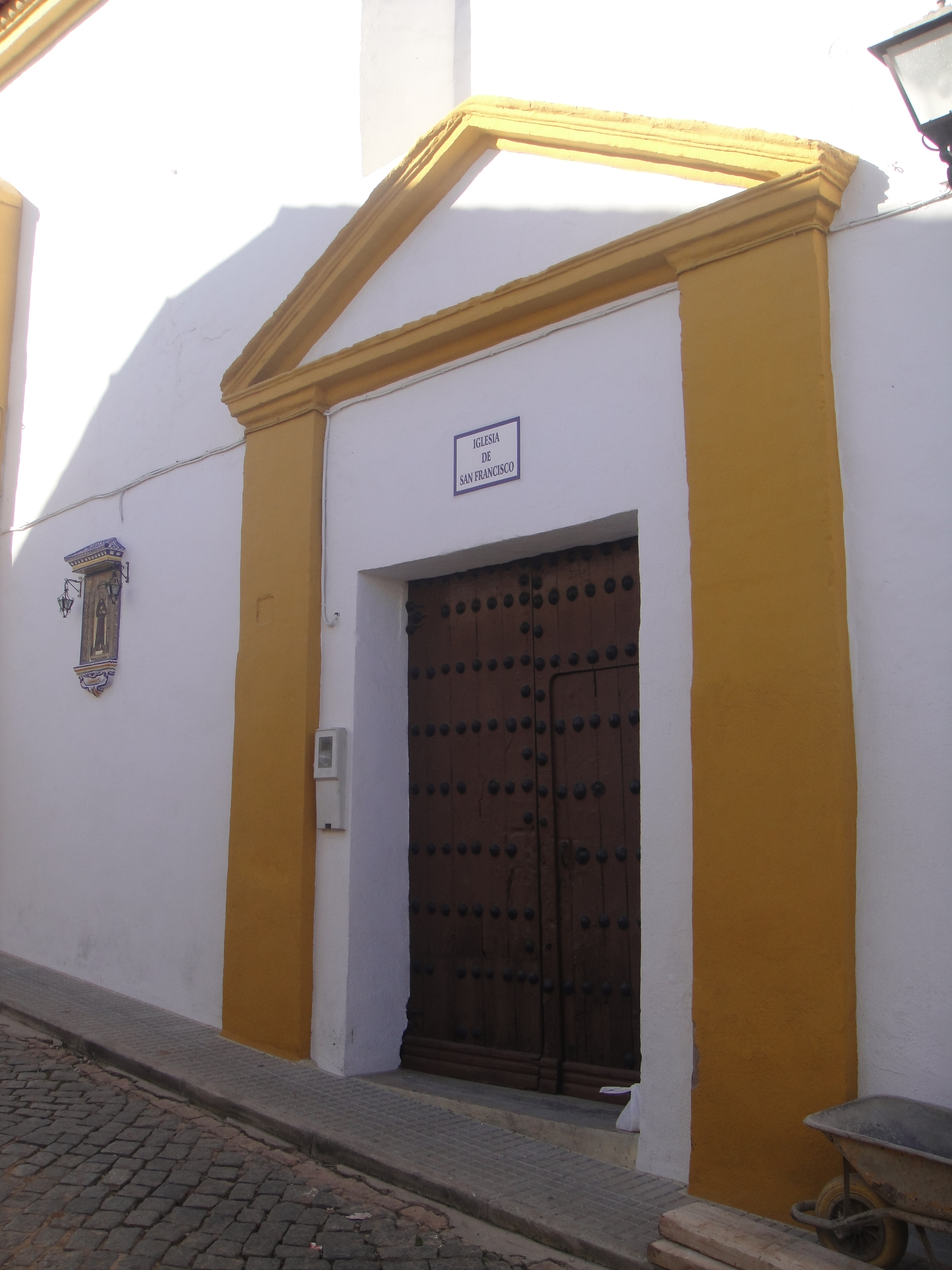
Portada del lado de la Epístola de la iglesia de San Francisco.

Los frailes franciscanos sólo permanecieron en su primitivo convento de Fuente Obejuna durante 74 años, ya que hacia 1594 o con total seguridad en ese año, como indican la mayoría de los autores, se trasladaron al edificio actual cuando este acabó de edificarse sobre unos terrenos que habían sido propiedad de María Fernández y Castillejo y Miguel y Tomás Caballero y Donorio. Y Gahete Jurado añadió que el complejo traslado desde las afueras de la población al interior de la misma, que se llevó a cabo fundamentalmente por la humedad e insalubridad presentes en el primitivo convento, se prolongó durante más de 70 o 75 «largos años», aunque pudo realizarse al fin por la mediación del padre Juan del Hierro y de otros destacados franciscanos, según indicó dicho autor, y también del alcalde de Fuente Obejuna, Juan de Cuenca, y del concejo de la localidad y de sus habitantes.
En el siglo XVIII todo el complejo conventual fue profundamente reformado y ampliado, y en la segunda mitad de dicha centuria, como señaló el regidor Caballero Villamediana en un libro que escribió en esa época sobre la historia de Fuente Obejuna, el convento era suficientemente amplio como para acoger a ochenta frailes, aunque los superiores del mismo redujeron esa cifra «a la mitad» y en 1781 ya solamente debía haber unos cuarenta. Y conviene señalar que en este convento de Nuestra Señora de la Esperanza llegaron a impartirse estudios de teología moral y de filosofía y desde el año 1752 también de Artes y Teología, contando además el complejo conventual con una espaciosa enfermería, dos claustros, varios patios, celdas para los frailes y algunas oficinas, que en buena parte han llegado hasta nuestros días, aunque lo más destacable de todo el convento desde el punto de vista artístico y arquitectónico era la iglesia y su camarín.
Gahete Jurado señaló que el complejo conventual fue muy lentamente perdiendo sus funciones, pero los frailes franciscanos ocuparon el edificio hasta el año 1835, en que fueron expulsados a consecuencia de la Desamortización de Mendizábal, aunque conviene señalar que en 1847, y según consignó Pascual Madoz en el tomo VIII de su Diccionario geográfico-estadístico-histórico de España y sus posesiones de Ultramar, la iglesia de San Francisco seguía abierta al culto y era atendida por un capellán nombrado por el obispo de Córdoba.

### Restauración del convento y Guerra Civil Española (1898-1939)

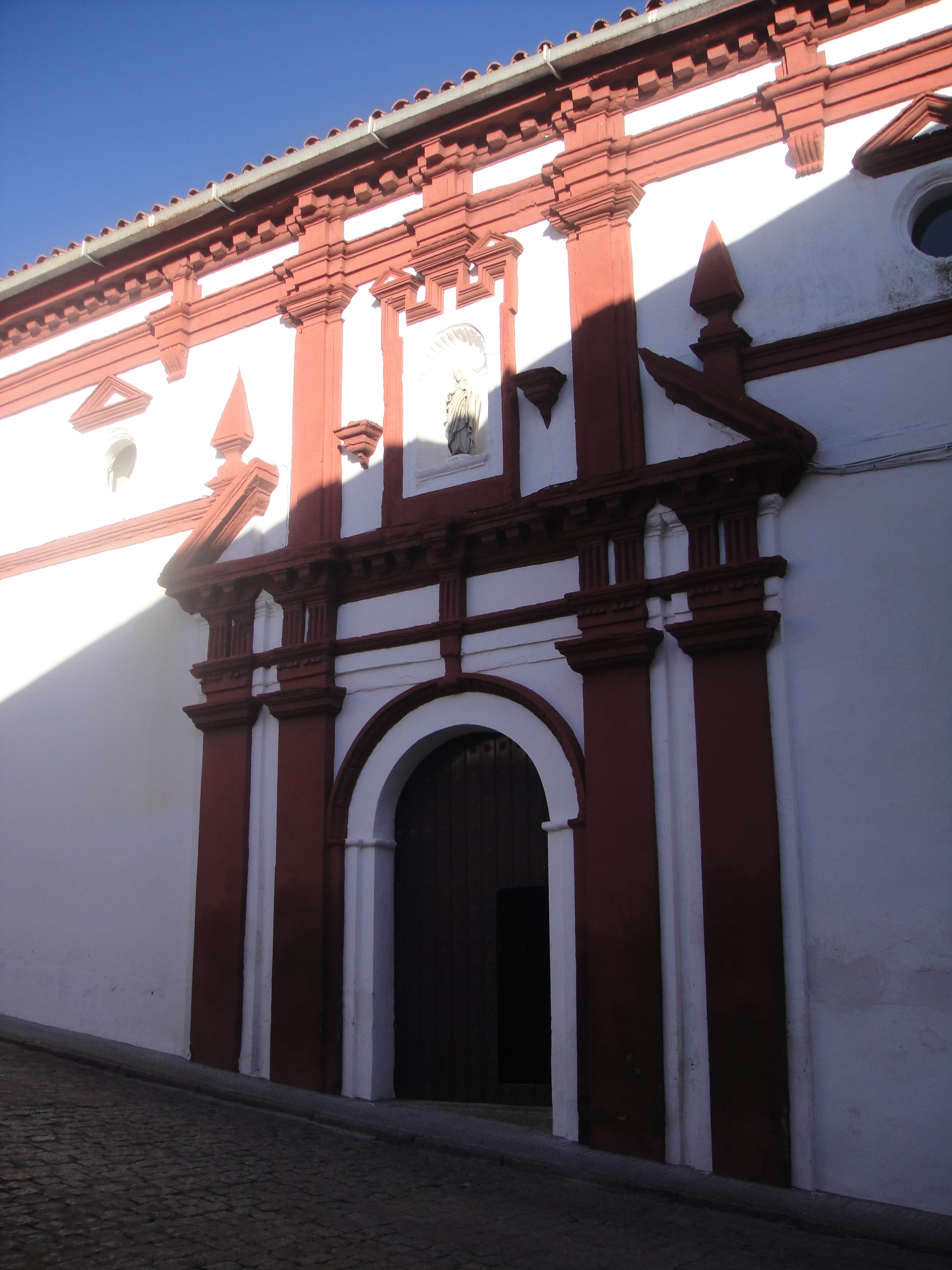
Fachada de la iglesia del Convento de la Presentación de María de Fuente Obejuna.

En 1898 se instaló en Fuente Obejuna un grupo de franciscanos procedentes de la ciudad gaditana de Chipiona y sujetos a la Provincia de Granada de la Orden de los franciscanos con el propósito de que su convento de origen quedara más «desahogado» y también para acoger y atender a los «enfermos y desvalidos» mellarienses, como señaló Rivera Mateos. Pero debido al mal estado en que se encontraba el antiguo convento, los frailes se alojaron en el deshabitado convento de la Presentación de María de Fuente Obejuna hasta que terminó de edificarse un nuevo convento, según Rivera Mateos, aunque Gahete Jurado señaló que simplemente fue reconstruido el antiguo y que durante las obras de restauración, que se prolongaron durante siete años, los frailes se establecieron en el convento mencionado anteriormente, que fue rápidamente restaurado y en el que se instalaron los frailes el día 1 de mayo de 1898, siendo la inauguración festejada del siguiente modo:

El solemne acto inaugural supuso para los habitantes de Fuente Obejuna, hombres y mujeres de honda tradición y sentir religioso, un verdadero acontecimiento y causa de profundo regocijo. Además del clero, asistieron a la inauguración las autoridades civiles y militares, jueces, diputados provinciales y el conjunto de la población. En la celebración religiosa predicó un hijo de Fuente Obejuna, Manuel Rodríguez, canónigo y rector del seminario de Sevilla. Presidió el acto de la fundación el rector del colegio de Chipiona, Miguel Aguillo López de Turiso, confiriendo a su primer superior, Pío Mendata, la autoridad suprema. Junto a él se asentaron en Fuente
Obejuna los sacerdotes Salvador Catalá, Carlos Bahillo, José Mª Azurmendi, Miguel Soria, Juan Lucena y Amado de C. Burguera; además de los hermanos legos Manuel Malillos, Ángel Galdeano, Bernardino Montparler y Diego Auñón.

Pero a pesar de esa solemne inauguración los franciscanos eran conscientes de que sólo se trataba de una residencia provisional, ya que aspiraban a reconstruir el antiguo convento de San Francisco, devolverle su antiguo esplendor y dotarlo de una enfermería o «sanatorio» y de un colegio. Y gracias a la intervención del superior de los franciscanos, Miguel Soria, del sacerdote José Escolá, y de las generosas aportaciones de los mellarienses, el nuevo convento de San Francisco, aunque emplazado en el mismo lugar que el anterior, fue inaugurado el día 30 de abril de 1905.
Los franciscanos prosiguieron sus intensas labores de evangelización en Fuente Obejuna y sus aldeas y en su complejo conventual, además de realzarse múltiples actividades de carácter «social y religioso», como señaló Gahete Jurado, también se establecieron unas escuelas elementales, una caja de ahorros que posteriormente sería suprimida, la Venerable Orden Tercera de San Francisco, la Congregación de Hijas de María, el Pan de los Pobres y la Pía Unión de San Antonio o Antoniana, aunque conviene señalar que esta última era, en palabras de Gahete Jurado, «una especie de segunda Cáritas» que contaba con el amparo de los franciscanos.
Sin embargo, en la década de 1930 la presencia de los franciscanos en Fuente Obejuna comenzó a ser problemática, ya que al tiempo que los grandes terratenientes del municipio retiraban al convento su apoyo económico y sus «copiosas limosnas», los obreros y campesinos del mismo también retiraron su favor a los frailes tras acusarlos de mantener una «excesiva connivencia» y sentir un especial «favoritismo» por las familias burguesas de la localidad, añadiendo Manuel Gahete Jurado que:

Aunque la situación se iba enrareciendo paulatinamente, los padres franciscanos vivían con cierta serenidad, consagrados al oficio apostólico que los habitantes de Fuente Obejuna sabían agradecer. Ciertamente se habían ganado el afecto y el reconocimiento de un pueblo acostumbrado a su presencia desde tiempos inmemoriales y eran considerados miembros naturales de la comunidad mellariense. A ellos se encomendaron los estudios más complejos, pero este cometido no los desvió nunca de su connatural interés evangélico, la enseñanza del catecismo, la celebración de la misa, los ejercicios de piedad, los cultos religiosos especialmente en los días de Cuaresma, la administración de los sacramentos, los rezos cotidianos del oficio divino, la predicación y la meditación.

Al estallar la Guerra Civil Española, en 1936, los franciscanos de Fuente Obejuna pronto empezaron a sufrir la persecución de los miembros del bando republicano, y el 21 de julio de ese mismo año, y tres días después de producirse el Golpe de Estado que provocó la contienda, los franciscanos fueron obligados a clausurar su convento y se les prohibió que celebraran «actos litúrgicos» o de cualquier otra naturaleza, ya que el día 20 de julio los milicianos republicanos habían registrado todas las dependencias conventuales infructuosamente en busca de armas.
 

En la madrugada del 27 de julio de 1936 los frailes fueron expulsados del convento, que fue incautado por las autoridades republicanas, y recluidos en la Casa de Telégrafos junto a los restantes «presos derechistas» de Fuente Obejuna, aunque a los frailes les permitieron llevar sus camas, algunas prendas de vestir y las pocas provisiones que tenían en el convento. Al día siguiente, 28 de julio, los religiosos fueron informados de que su convento había sido incautado, y esa mañana una «multitud» invadió el convento, lo saqueó y profanó la iglesia de San Francisco, habiendo constancia por algunos testimonios de que algunas imágenes fueron destruidas junto con las «vestimentas sagradas» y de que los ornamentos y objetos del culto fueron robados. En la madrugada del 14 de agosto de 1936 los siete frailes del convento de San Francisco fueron trasladados al palacio de los marqueses de Valdeloro de Fuente Obejuna y encerrados en una «oscura habitación», en palabras de Gahete Jurado, junto a otros siete presos laicos.

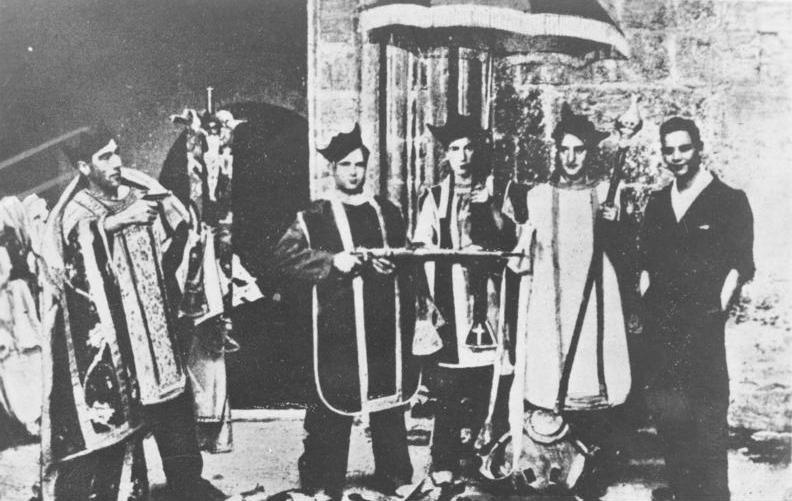
Milicianos republicanos vestidos con ropas litúrgicas tras el saqueo de una iglesia. (Madrid, 1936).

A mediados de septiembre de 1936 el alcalde de Llerena, Rafael Maltrana, se trasladó a Fuente Obejuna junto con siete camiones y 300 milicianos, aunque no contaba con la autorización de sus superiores. Y tras su llegada a Fuente Obejuna, y valiéndose de la oscuridad nocturna, inició, en palabras de Gahete Jurado, «su aterrador cometido», aunque dicho autor, basándose en testimonios orales y en las obras de otros historiadores, aseguró que el mencionado alcalde y la mitad de los milicianos que le habían acompañado obligaron a los mellarienses a encerrarse en sus casas para posteriormente dirigirse a los edificios donde estaban encerrados los «presos derechistas» e iniciar una «pavorosa» purga, ya que en la madrugada del 20 de septiembre 57 hombres, incluyendo a los siete frailes franciscanos y a los seis sacerdotes diocesanos de Fuente Obejuna, fueron sacados de la cárcel y llevados en siete camiones al municipio extremeño de la Granja de Torrehermosa, situado en la provincia de Badajoz, donde 43 de ellos serían fusilados en las tapias del cementerio de la localidad en esa misma noche.
Sin embargo, los siete franciscanos fueron llevados en otro camión hasta Azuaga junto con otros siete civiles de Fuente Obejuna y encerrados en la cárcel municipal, que se hallaba junto a la ermita del Santo Cristo del Humilladero de esa localidad. Y los siete frailes franciscanos eran:
- Félix Echevarría Gorostiaga (1893-1936). Guardián del convento de San Francisco de Fuente Obejuna.[31]
- Luis Echevarría Gorostiaga (1895-1936). Hermano del anterior y vicario del mencionado convento.[32]
- José María Azurmendi Mugarza (1870-1936).[33]
- Francisco Carlés González (1894-1936).[34]
- Antonio Sáez de Ibarra López (1914-1936).[35]
- Miguel Zarragua Iturrízaga (1870-1936). Durante sus últimos años fue el sacristán del convento.[36]
- Simón Miguel y Rodríguez (1912-1936).[37]

A media mañana del 21 de septiembre el padre José María Azurmendi, que era uno de los siete frailes, fue conducido al patio de la prisión y sus carceleros intentaron obligarle a que blasfemara, pero él se negó, y al no conseguirlo «le dispararon un tiro y le mataron y, envolviéndolo en una manta, le sacaron», según consignaron Nieto Cumplido y Sánchez García. Y después de haber sido maltratados y vejados a lo largo de ese día, en la madrugada del 22 de septiembre los seis frailes restantes fueron llevados al cementerio de Azuaga y fusilados, aunque el historiador Santiago Mata describió del siguiente modo las últimas horas de vida de los religiosos asesinados:

Después del asesinato del padre José María Azurmendi el día anterior en Azuaga (Badajoz), hacia las 21 horas cinco de los religiosos y los siete seglares sufrieron varios interrogatorios. Ante su negativa rotunda a blasfemar, los sacaron de la cárcel en grupos de cuatro -en tres viajes de camioneta- atados de dos en dos y los llevaron al cementerio, donde fueron ejecutados en la madrugada del 22. Quedaba vivo en la cárcel el padre Félix Echevarría. Según confesión de un miliciano, intentaron por todos los medios hacerle blasfemar (le dieron dos palizas y dos tiros en las piernas, le sacaron los ojos, le cortaron una oreja y al final la lengua). Al no conseguirlo, acabaron con él rematándolo a culatazos de fusil en la boca y en la cabeza. Murió después de cuatro horas de agonía.

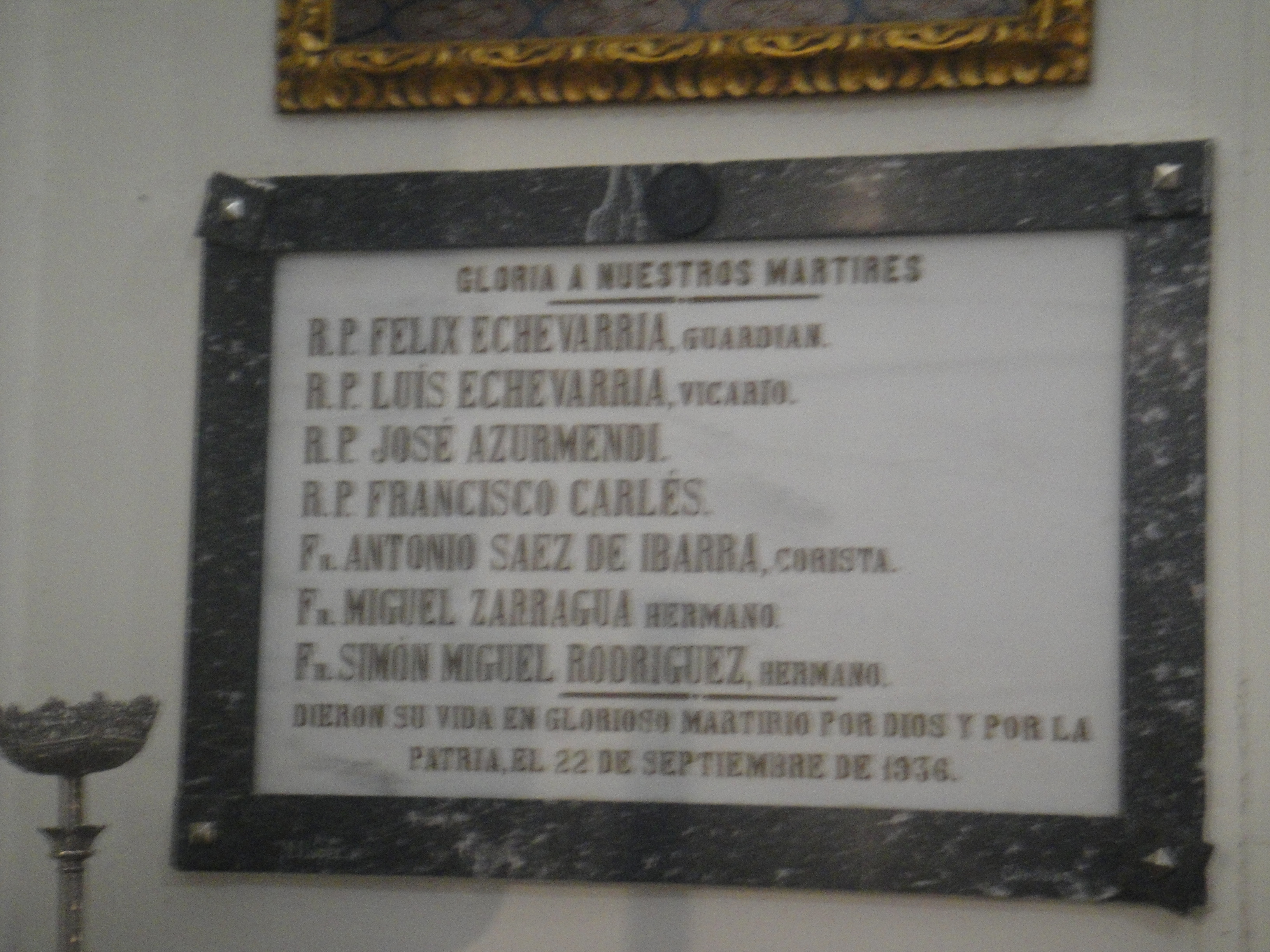
Placa con los nombres de los siete franciscanos asesinados en Azuaga en septiembre de 1936. (Iglesia de San Francisco de Fuente Obejuna).

El 1 de octubre de 1936 los sublevados tomaron el municipio de Fuente Obejuna, y el 2 de diciembre de ese mismo año los restos mortales de los siete franciscanos asesinados en Azuaga y los de los siete laicos mellarienses que murieron con ellos llegaron a este municipio y fueron enterrados, «de manera precipitada» y en las mismas cajas de zinc en las que habían sido trasladados, en la cripta de la iglesia de San Francisco. A mediados de noviembre de 1936 un grupo de franciscanos se instaló nuevamente en el convento para reemplazar a los asesinados y comenzaron a predicar de nuevo entre los habitantes y a impartir clases a los niños de la localidad, que según Gahete Jurado en aquella época estaban «tan ociosos como atemorizados» por causa de la contienda. El convento fue entonces restaurado, al igual que la iglesia, y el 9 de diciembre de 1936 se celebró en la iglesia de San Francisco una solemne eucaristía en memoria de los laicos y religiosos de Fuente Obejuna que habían sido asesinados, añadiendo Manuel Gahete Jurado que ni las privaciones ni la «terrible memoria» de lo acaecido a los frailes asesinados mermaron la «voluntad» y el «aliento» de los frailes recién instalados en Fuente Obejuna.
Durante el resto de la Guerra Civil el convento fue ocupado por las fuerzas del bando sublevado, que lo emplearon como almacén y para alojar a sus tropas, aunque hay constancia de que en el convento se estableció un pequeño hospital que poco después sería desahuciado, y de que las dependencias conventuales y sus claustros se convirtieron en el eventual alojamiento de militares sin graduación y algunos otros transeúntes, ya que los oficiales del ejército tenían su residencia habitualmente en la Casa-palacio modernista de Fuente Obejuna, que había sido cedida al bando sublevado por su dueño, el diputado José Castillejo y Castillejo. A principios de enero de 1939, Fuente Obejuna fue evacuada por las tropas franquistas y los republicanos la ocuparon durante varias semanas, viéndose obligados los franciscanos a abandonar la población, pero el 26 de enero los sublevados recuperaron la localidad y los frailes volvieron rápidamente a la misma.

### Últimos años del convento de San Francisco (1941-1971)

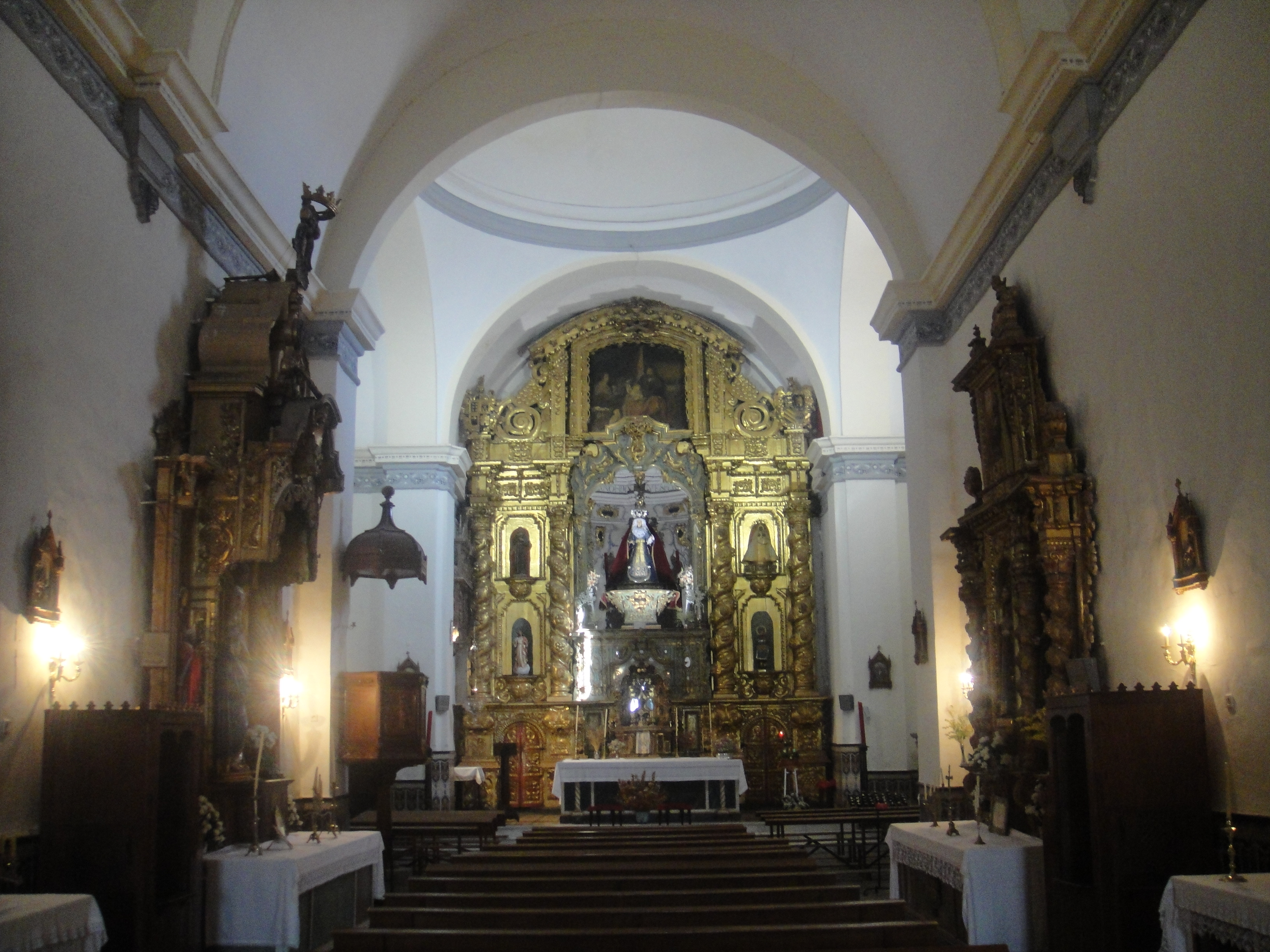
Interior de la iglesia de San Francisco.

En 1941 el obispo de Córdoba, Adolfo Pérez, encomendó a los franciscanos la celebración de los cultos en la iglesia de Nuestra Señora del Castillo de Fuente Obejuna, que era la principal de la localidad, por lo que en la práctica les fue confiada la dirección de la misma, y también les confió las aldeas de Argallón, Piconcillo, La Coronada y Cuenca, que dependían de Fuente Obejuna.
Pero a pesar de las dificultades de la Posguerra española, Gahete Jurado señaló que lentamente el convento fue recuperando sus tradiciones y reiniciando sus «atávicas funciones», por lo que incluso lo calificó de «lugar placentero» de residencia. Y la enfermería del convento, que no ha llegado hasta nuestros días, era una zona con dos espaciosas naves a los lados y otra «portentosa» nave en el centro en cuyo fondo se localizaba una capilla:

Estaba de tal manera habilitada que los paralíticos entraban y salían en silla de ruedas o en la misma cama, sin tener que realizar traslados o movimientos peligrosos para la salud de los enfermos. El pueblo de Fuente Obejuna siempre trató bien a los franciscanos, con singular afecto, y ellos supieron devolver ciento por uno de ese amor con su dedicación sacrificada y la entrega de su vida.

Sin embargo, en la década de 1950 los alumnos del colegio de los franciscanos disminuyeron notablemente, y el arcipreste de Fuente Obejuna, Miguel Castillejo Gorráiz, que profesaba un cariño especial a los franciscanos de la localidad y que posteriormente llegaría a ser presidente de Cajasur y prelado de honor de Su Santidad, persuadió al entonces alcalde de Fuente Obejuna para que apoyara a los frailes en lo posible y que el sanatorio que tenían en su convento fuera llevado al convento de las monjas de la Presentación, que también tenían una escuela en su convento y acondicionaron varias salas para atender a los enfermos del municipio, incluyendo a los frailes franciscanos, ya que en esa época los frailes tenían enfermos de «desnutrición, tuberculosis, hidropesía, tumores y afecciones diversas».
Los franciscanos siempre tuvieron una importancia destacadísima en Fuente Obejuna, y fray Luis Rodríguez, que fue prior del convento de San Francisco en esta época, logró incluso que algunas tierras fueran repartidas entre los «pobres de la calle Ancha» de Fuente Obejuna, por lo que siempre fue muy admirado y respetado en la población. Pero ya en esta época la decadencia del convento continuaba acentuándose, y a pesar de que el párroco y arcipreste Miguel Castillejo nunca intentó menoscabar la influencia de los franciscanos, consiguió aunar en torno a sí todas las «fuerzas vivas» del municipio. Entre 1970 y 1971 los últimos frailes franciscanos abandonaron el convento, y ya en esa época su estado general fue descrito del siguiente modo por Gahete Jurado:

Su situación económica era lamentable. Algunos testimonios recogidos lo demuestran. Delgados como suspiros, recorrían las calles de la villa recogiendo limosnas con el calzado roto y el hábito raído. El último franciscano fue el padre Pacífico, Francisco Martínez, un leonés menudo y bragado que consiguió, dejándose en el intento la salud y la piel, motivar a los jóvenes de los años sesenta, entusiasmados con aquel fraile cuyo recuerdo aún perdura.

## Iglesia de San Francisco

### Arquitectura

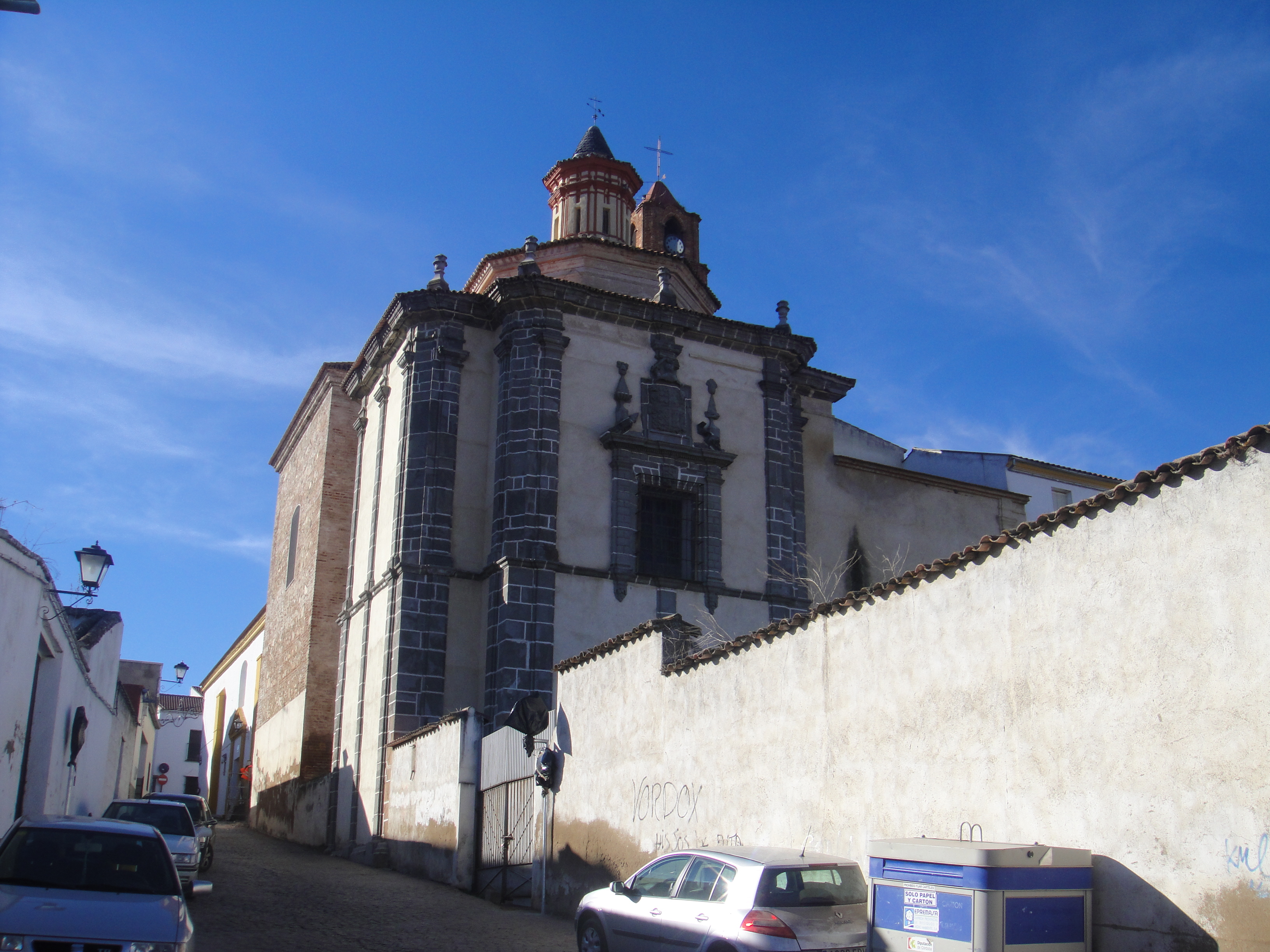
Exterior de la iglesia de San Francisco y del camarín de Nuestra Señora de la Esperanza.

A los pies de la iglesia se halla una puerta que consiste en un simple «vano adintelado» enmarcado por unos dinteles de granito oscuro, y la portada del lado de la Epístola, donde también hay un dintel, está enmarcada por unas fajas verticales que hacen las veces de pilastras y que están rematadas por un frontón triangular en el que hay una hornacina que termina en forma de medio círculo y que está desocupada.
El templo cuenta con una sola nave cubierta por una bóveda de medio cañón, aunque se divide en cinco tramos que están diferenciados por una serie de arcos fajones en los que hay lunetos de grandes dimensiones. Los pequeños brazos del crucero de la iglesia, donde se halla una cúpula que descansa sobre pechinas y carente de ornamentación, están cubiertos con bóvedas de cañón con lunetos, y todos los muros de la iglesia son completamente lisos.
El coro alto se halla a los pies de la iglesia y descansa sobre un arco rebajado, y el sotocoro está cubierto por una bóveda de medio cañón con lunetos. En el muro izquierdo del presbiterio hay un balcón con celosías que hacía las veces de tribuna. En 1996, según afirmó Manuel Gahete Jurado, comenzaron las obras para fortalecer las cubiertas de la iglesia de San Francisco y también las de restauración en la misma, aunque lamentablemente, y como señaló el mismo autor, las obras quedaron inacabadas por diversas razones:

Convenciones arquitectónicas exigen la intervención directa de la Delegación de Cultura de la Junta de Andalucía y el propio Obispado que ejerce jurisdicción de propiedad. El camarín precioso de la Virgen, necesitado de serios retoques, espera impaciente. Esta obra ha sido sufragada por las subvenciones de la entidad Cajasur y el Obispado, las colectas de dos años de la Parroquia, la aportación del Ayuntamiento y las donaciones del clero y el pueblo de Fuente Obejuna. Se trata de una obra inacabada. La clave de su culminación se halla en la propia máquina burocrática que ejercita un poder absoluto y discriminado atendiendo a factores de carácter cultural y técnico establecidos con rigurosa coherencia, lo que no impide radicalmente el empeño y la lucha, porque también desde cualquier orden, por parvo e insignificante que sea, se ejerce una presión de carácter social e incluso político.

### Interior del templo

#### Retablo mayor

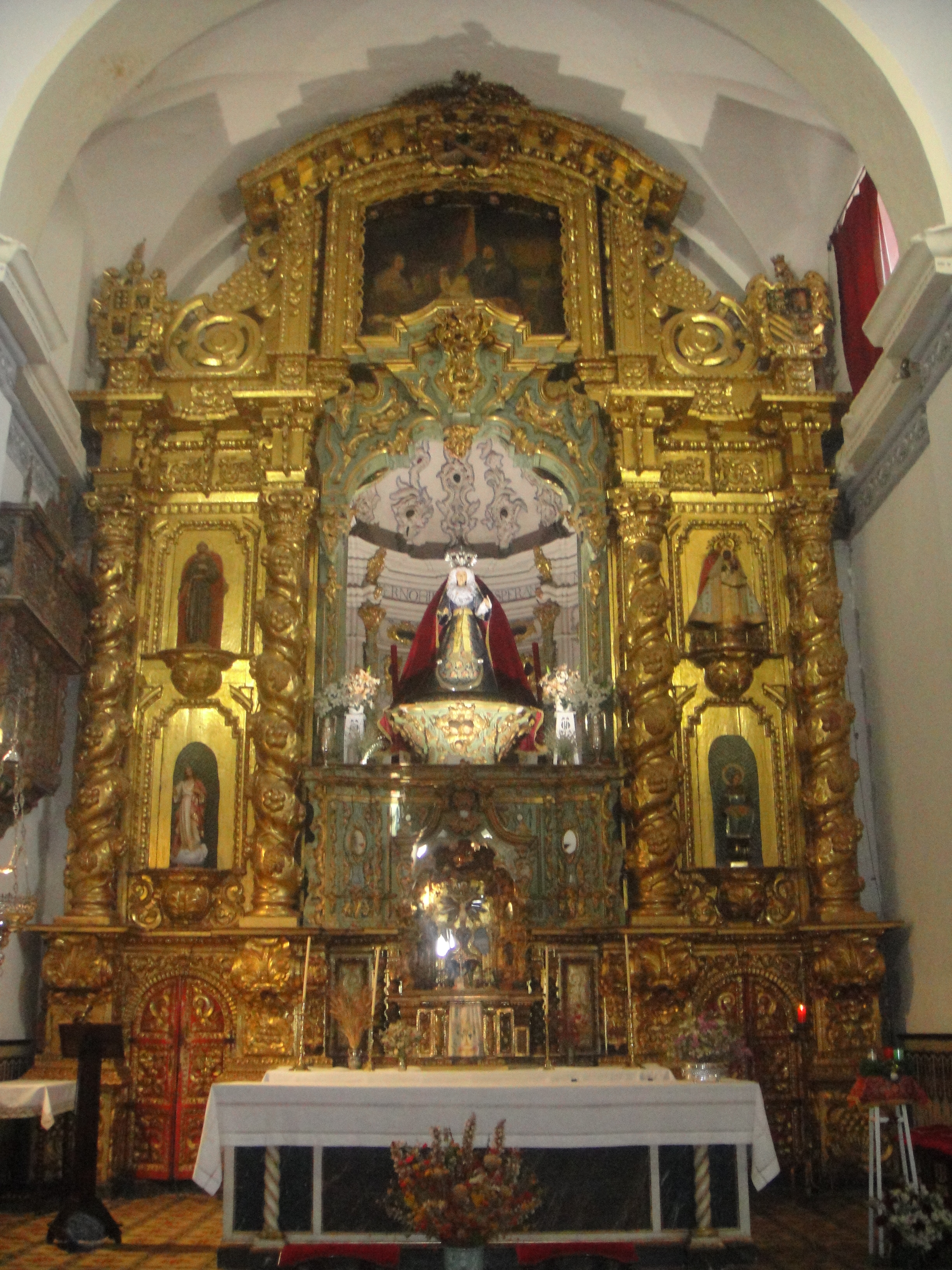
Retablo mayor de la iglesia de San Francisco.

El retablo mayor, que es el más notorio de la iglesia, fue realizado en la segunda mitad del siglo XVIII en madera tallada y policromada y consta de tres calles divididas por dos parejas de columnas salomónicas que están adornadas con racimos de uvas, membrillos, granados y pámpanos de vid. Fue semidestruido durante la guerra civil y restaurado en 1953 por parte del taller de Antonio Martín, de Zafra (Badajoz).
En cada una de las dos calles laterales hay dos hornacinas superpuestas pero solo «marcadas» y sin profundidad en las que hay unas ménsulas sobre las que descansan las imágenes, y en el banco de la calle central del retablo, donde hay dos puertas falsas y solamente fingidas o «figuradas», hay un manifestador destinado a exponer el Santísimo Sacramento sobre el que se halla la ventana que permite contemplar el camarín que alberga la imagen moderna de Nuestra Señora de la Esperanza.
En el ático o remate del retablo mayor hay un óleo sobre lienzo que es una copia del cuadro de Bartolomé Esteban Murillo conocido como la Sagrada Familia del pajarito, aunque dicha copia fue realizada por el pintor José Gutiérrez-Rabé tras el final de la Guerra Civil Española y para reemplazar al óleo sobre lienzo colocado en dicho lugar que había sido quemado en 1936, durante dicha contienda, al igual que la primitiva imagen de Nuestra Señora de la Esperanza, que se encontraba en el camarín.
En la parte superior del retablo y rematando sus dos calles laterales hay dos escudos de la familia Montenegro, que fue la que financió la construcción del camarín de Nuestra Señora de la Esperanza y también «la mayor parte», en palabras de Rivera Mateos, de las obras de arte custodiadas en este templo. Los autores del Catálogo artístico y monumental de la provincia de Córdoba añadieron que en el ático del retablo, y junto al óleo sobre lienzo antes mencionado, hay unos «aletones» compuestos por «cintas enrolladas y frutos carnosos» que permiten incluir a este retablo mayor en la escuela o «círculo» de ornamentación emanada de las obras del «hermano Matías», y aunque este tipo de adornos son muy abundantes en toda la provincia de Córdoba, fueron utilizados especialmente, y según los autores de dicho Catálogo, en los municipios de Fuente Obejuna y Aguilar de la Frontera.

#### Retablos del lado del Evangelio

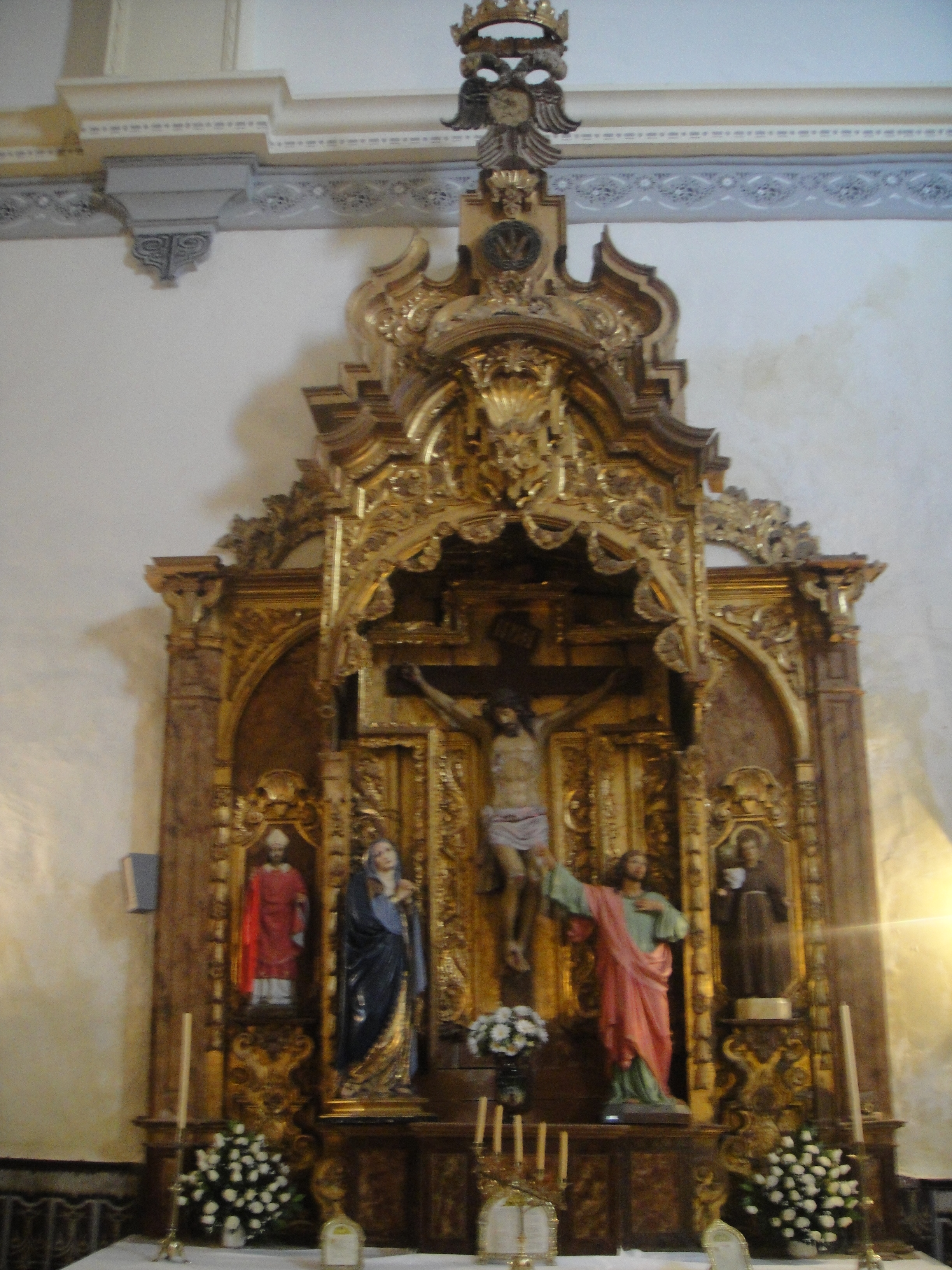
Retablo del Calvario.

En el lado del Evangelio del crucero del templo hay un retablo de la segunda mitad del siglo XVIII realizado en madera tallada y policromada o dorada, según los autores del ya citado Catálogo. Todo el retablo descansa sobre un banco, el cuerpo central está dividido en tres calles y en el ático hay una hornacina de considerable tamaño que alberga un óleo sobre lienzo que representa la aparición de la Virgen María a un fraile franciscano.
También hay otro retablo en el lado del Evangelio de la nave de la iglesia de la segunda mitad del siglo XVIII y realizado en madera tallada y policromada o dorada, según otros autores. Consta de banco, cuerpo central dividido en tres calles y ático, en la hornacina central hay un Calvario, y el ático está adornado, al igual que otros retablos de esta iglesia y como indicaron los autores del mencionado Catálogo, con «cintas enrolladas y frutos carnosos».

#### Retablos del lado de la Epístola
En el lado de la Epístola del crucero hay un retablo de la segunda mitad del siglo XVIII realizado en madera tallada y policromada. Todo el retablo descansa sobre un banco, el cuerpo central está dividido en tres calles y en el ático hay una hornacina de considerable tamaño que alberga un óleo sobre lienzo que representa a Santa Ana instruyendo a su hija, la Virgen María.
Hay otro retablo en el lado de la Epístola de la nave de la iglesia de la segunda mitad del siglo XVIII y realizado en madera tallada y policromada. Consta de banco, cuerpo central dividido en tres calles y ático, y este último está adornado, como indicó Rivera Mateos, con algunos motivos propios del estilo barroco, como «cintas enrolladas» y «frutos carnosos».

#### Camarín de Nuestra Señora de la Esperanza

##### Historia
Algunos autores afirmaron en el siglo XIX que fue construido entre 1765 y 1766, Manuel Gahete Jurado que lo fue entre 1756 y 1766, y los autores del Catálogo artístico y monumental de la provincia de Córdoba que en 1782, aunque estos últimos calificaron al camarín de «grandioso» espacio tanto interna como externamente y añadieron que es una obra especialmente relevante. Y a mediados del siglo XIX Pascual Madoz afirmó que:

Es una pieza de bastante capacidad, cuya forma y dimensiones son muy graciosas y arregladas. Los 2 testeros laterales forman cascaron, como igualmente el de la parte posterior en que hay una ventana grande con cristales. El pavimento es de mármol, completando la obra una media naranja con linterna; si bien es lástima que la desgracie el mal gusto de los adornos de hojarascas y la profusión con que están empleados: la piedra para la escalera que hay en el, que es de jaspe encarnado, se llevó de Cabra; mas habiendo faltado para dos gradas, se sacaron estas de una cantera situada en Majavacas sobre el camino de la Granjuela y distante l/2 leg. de Fuente-obejuna, que es muy parecida á aquella.

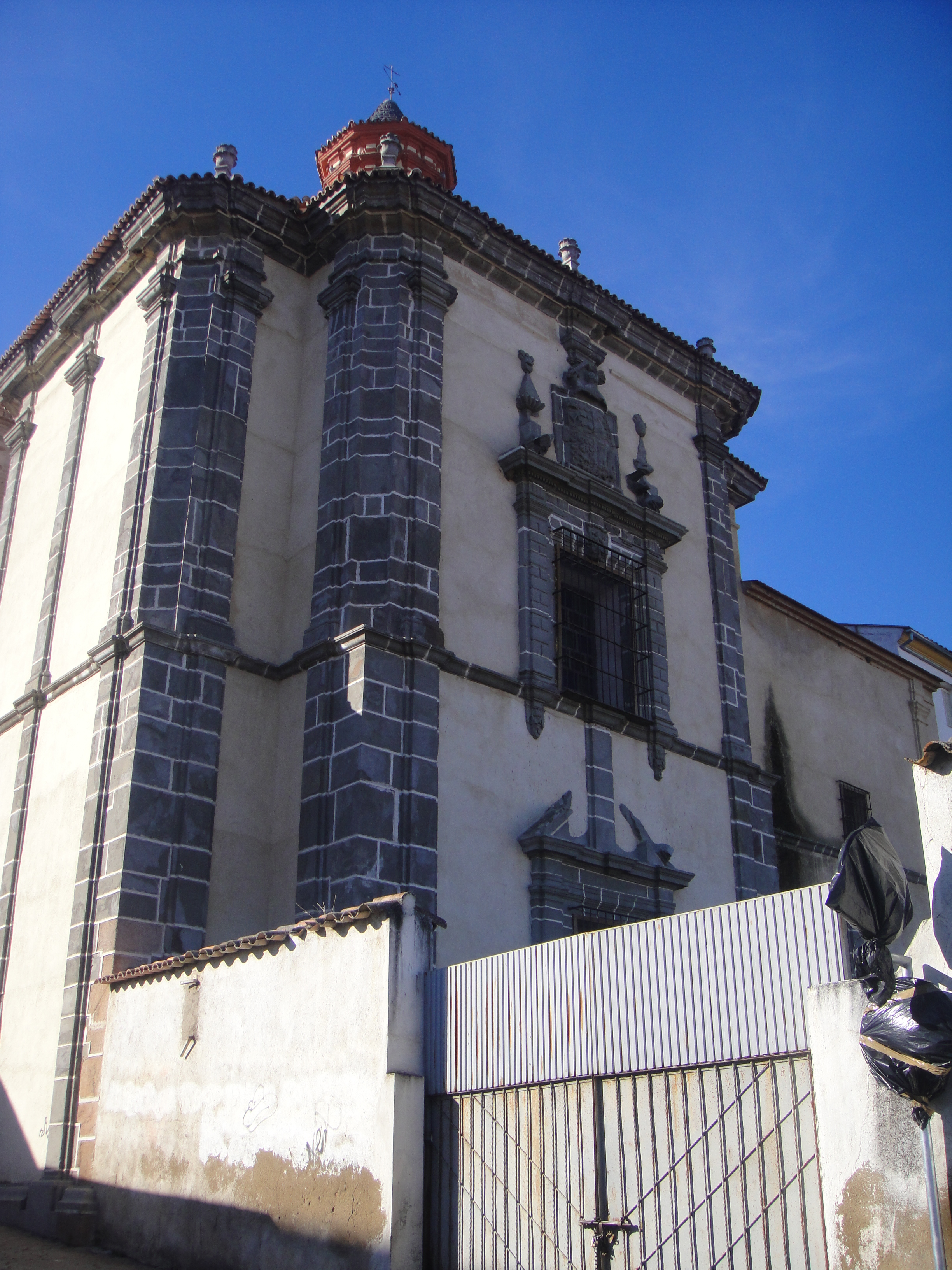
Exterior del camarín de la iglesia de San Francisco.

Una dama de la localidad de Fuente Obejuna, Ana Paula Montenegro, financió la construcción del camarín y a su muerte, ocurrida el 2 de agosto de 1782, fue sepultada en su interior, según constaba en su epitafio. Pero su tumba fue profanada durante la Guerra Civil Española, y la antigua imagen de la Virgen de la Esperanza, a la que estaba dedicado el camarín, también desapareció durante dicha contienda y fue reemplazada por otra moderna tras el fin de la guerra, aunque Gahete Jurado señaló al respecto que:

En este expolio desapareció la imagen de la Virgen de la Esperanza y nunca se supo más de ella, aunque bien pudo seguir la misma suerte de otras imágenes reducidas a cenizas. Si bien los historiadores más reaccionarios imputan estos hechos a las bárbaras hordas rojas, lo cierto es que el convento, durante toda la guerra civil estuvo ocupado por militares y mercenarios, africanos en su mayoría poco ortodoxos y anticlericales que no tendrían ningún escrúpulo en utilizar estas tallas de madera para calentarse en los fríos y crudos meses de invierno, lo que también es un rumor bastante extendido entre los más ancianos de la población que, con cierto recelo, se acercaban a las inmediaciones del edificio.

La familia Montenegro, como aseguró Rivera Mateos, fue la patrocinadora de numerosas obras artísticas en Fuente Obejuna, como este camarín o la capilla de Nuestra Señora de los Dolores en la iglesia de Nuestra Señora del Castillo, llegando a asegurar dicho autor que la historia moderna y contemporánea mellariense serían «inexplicables» si se soslayara la mención de este linaje. Y conviene señalar que exteriormente, tanto el camarín como sus esquinas están adornados con cornisas realizadas en piedra esculpida, aunque la calidad de la misma, según Rivera Mateos, es «deleznable», ya que con el transcurso de los siglos bastantes cornisas se han caído.

##### Interior

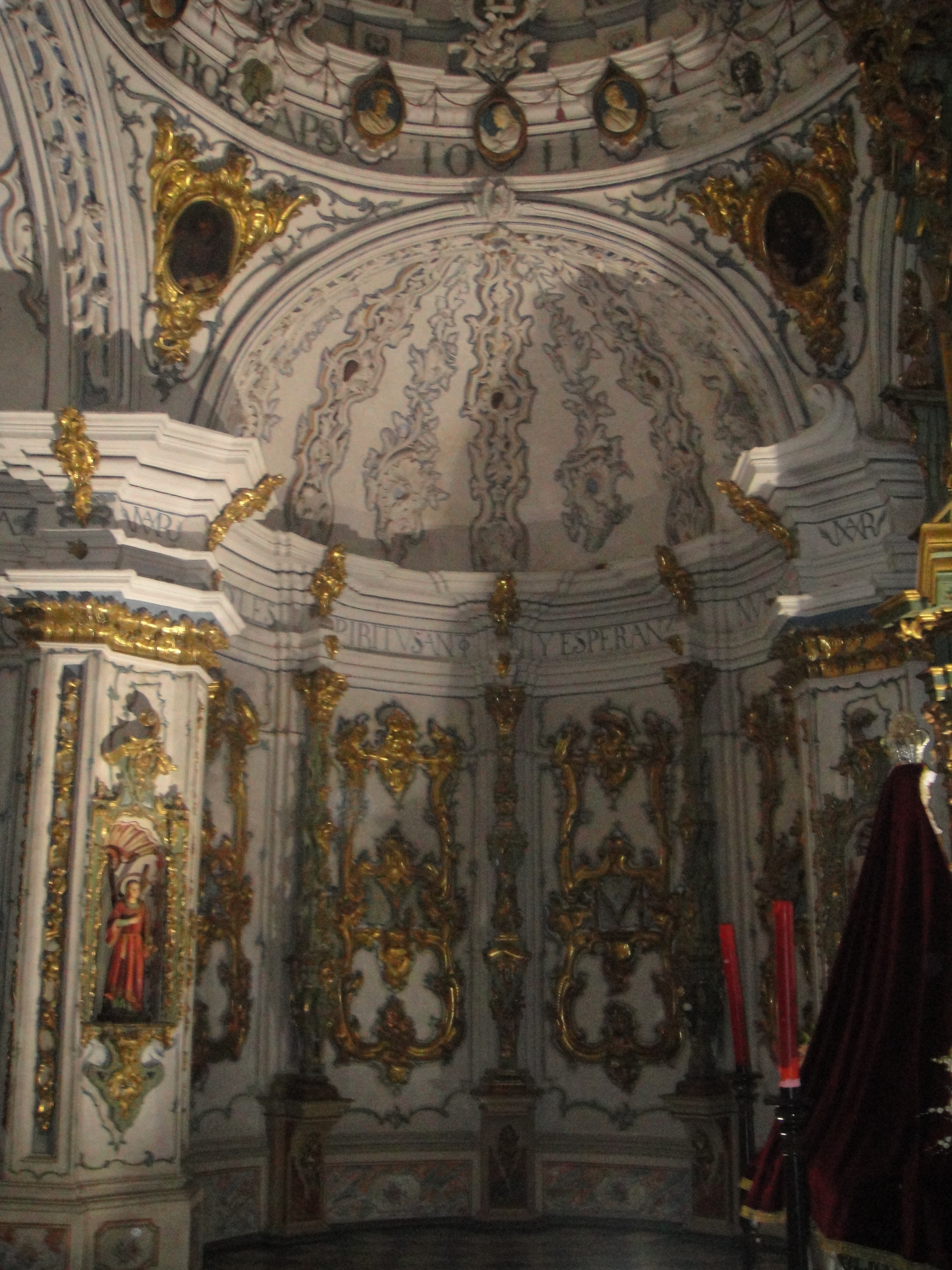
Interior del camarín.

Aunque está construido a base de mampostería y de piedra negra de características «deleznables», en palabras de algunos autores, desde el punto de vista artístico y arquitectónico el camarín de Nuestra Señora de la Esperanza es la parte más notable de toda la iglesia de San Francisco. Rivera Mateos ya advirtió que, aunque lamentablemente se desconoce quiénes fueron sus ejecutores, presenta numerosas semejanzas con el Sagrario de la Cartuja de Granada, que fue construido por Francisco Hurtado Izquierdo, y con el de la iglesia de San Francisco de Priego de Córdoba. Fue restaurado en 1953, junto con el retablo del altar mayor.
Las escaleras que permiten el acceso al camarín desde la planta baja de la iglesia, donde se halla la sacristía, están realizadas en mármol rosado procedente de la ciudad cordobesa de Cabra, aunque en dos de los peldaños se empleó un tipo de piedra casi idéntico al anterior y que fue extraído de una cantera situada cerca del arroyo de Majavacas y a dos kilómetros y medio de Fuente Obejuna si se sigue el camino que comunica esta última población con La Granjuela. Y todo el pavimento del camarín es de mármol.
Su planta tiene forma de dos rectángulos que se cruzan y que alcanzan una longitud de aproximadamente cinco metros, aunque en realidad está constituido por un cuerpo superior, en el que se halla el camarín con «forma centralizada y trilobular» y cubierto por una cúpula semiesférica muy ornamentada y con varios óculos laterales, y otro inferior en el que se encuentra la sacristía de la iglesia de San Francisco, que está cubierta por una bóveda de arista con tres semicúpulas. En la parte superior del camarín hay una torre de pequeñas dimensiones y dispuesta a modo de «airosa» linterna, en palabras de algunos autores, y Rivera Mateos describió del siguiente modo la cúpula y el interior del camarín:

La cúpula se apea en pechinas formadas en la conjunción de unos casquetes de rica decoración rococó (yeserías) que cubren las exedras de la planta. La decoración es exquisita a base de rocalla, tarjas, ángeles, flores o símbolos marianos, así como unas cartelas en las que van apareciendo las letras de las palabras AVE MARÍA. Las yeserías están enriquecidas por el color y van acompañadas de infinidad de molduras de madera policromada, incrustaciones de espejos y magníficos marcos de pan de oro. La tribuna abierta a la capilla mayor presenta una rica celosía de madera de estilo rococó. En los frentes del camarín se disponen hornacinas, doseles entre estípites, repisas, etc. En las hornacinas hay imágenes colocadas aquí en tiempos modernos, de ahí que no se correspondan con el verdadero programa iconográfico del camarín.

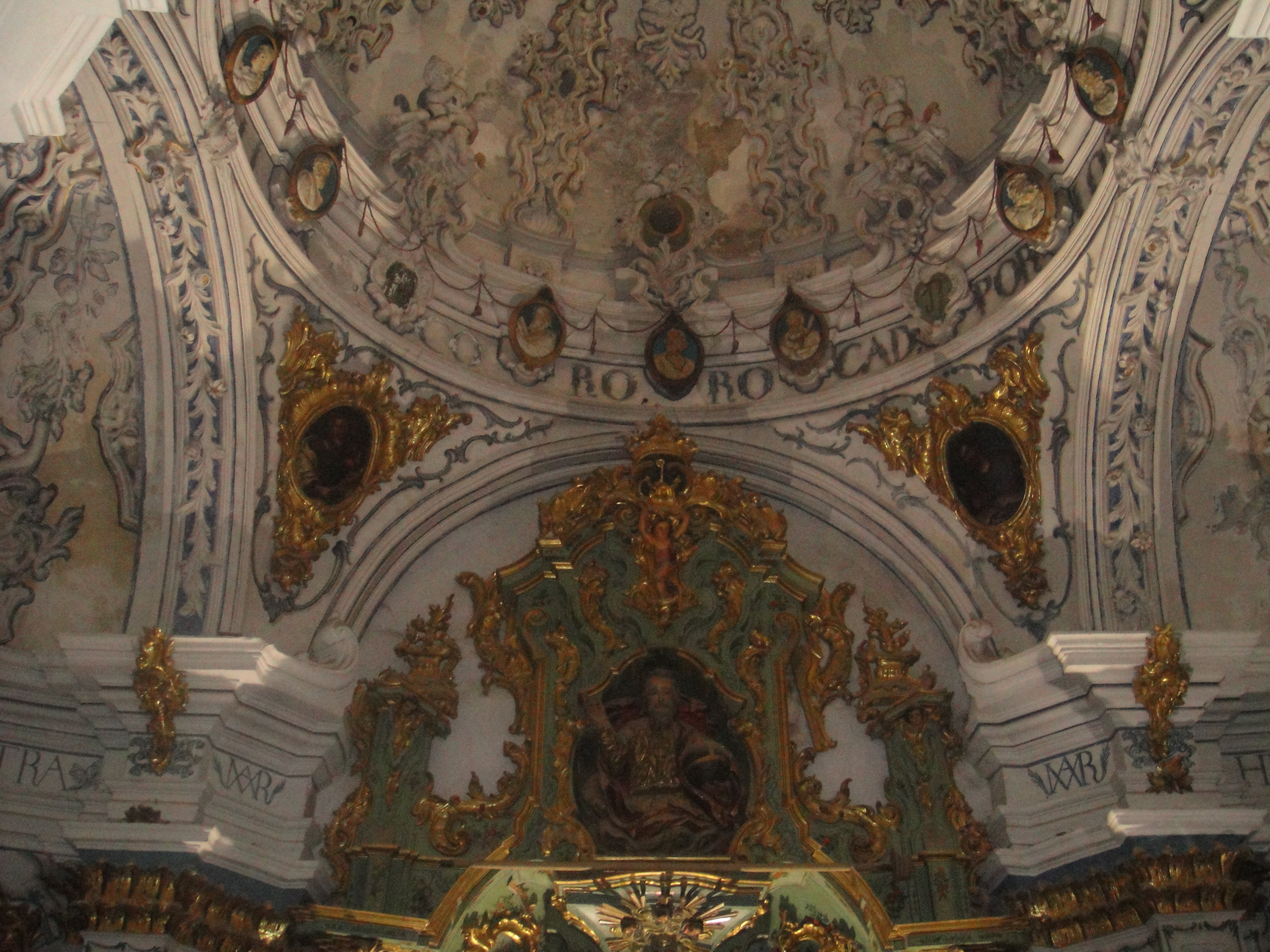
Interior del camarín.

Todo el camarín está profusamente decorado e incluso dotado, en palabras de Rivera Mateos, de una «ingeniosa concepción espacial», ya que además de contar con una buena iluminación natural fue destinado a albergar la imagen de Nuestra Señora de la Esperanza, por lo que todos sus elementos están dispuestos para servir a la fe cristiana y convertir este recinto en la verdadera «capilla mayor» de la iglesia, junto a la que el camarín está adosado pero a un nivel superior y elevándose tanto por encima del pavimento como del presbiterio. El cuerpo central del retablo mayor de la iglesia queda ocupado por la imagen de la Virgen de la Esperanza, aunque al estar ubicada esta última en el interior del camarín se consigue crear, en palabras del mismo autor, «un ambiente deslumbrante más espectacular y teatral», ya que toda la parte interior del mismo está sobrecargada de ornamentación.
La ventana situada al noroeste del camarín descansa sobre unas jambas de pizarra esculpida y tanto su parte central como su remate están cubiertos con un revestimiento del material ya mencionado en el que están representados los brazos de Cristo y los de San Francisco de Asís entrelazados. Casi todo el interior del camarín está revestido con aplicaciones de madera policromada y espejos de pequeñas dimensiones que en ocasiones están rotos o «quebrados» y en otras colocados unos por encima de otros, por lo que todo el interior, en el que también abundan los colores dorados, parece haber sido concebido en forma de «gruta de fantasía», en palabras de Rivera Mateos.
 

Uno de los elementos más destacados de todo el espacio es su luminosidad, ya que proporciona a la estancia un «gran encanto» y alcanza incluso efectos asombrosos, como señaló dicho autor, ya que este espacio está mucho más iluminado que el resto de la iglesia y la luz que recibe procede de dos ventanas colocadas en sus lados y de algunas aberturas practicadas en la cúpula que no son visibles desde el interior de la iglesia, por lo que si se observa la imagen de Nuestra Señora de la Esperanza desde el interior del templo parecerá, como señaló Rivera Mateos, que el espectador se encuentra ante una «aparición milagrosa», y el camarín colocado a espaldas de la Virgen sería visto literalmente por el espectador como «el cielo». La finalidad primordial del camarín, como se indicó anteriormente, es acoger la imagen de Nuestra Señora de la Esperanza, y por ello, la decoración de su interior fue empleada para crear un programa iconográfico que exaltara las «glorias de la Virgen», como señaló Rivera Mateos, y de ese modo, algunos de sus elementos más destacados son los siguientes:

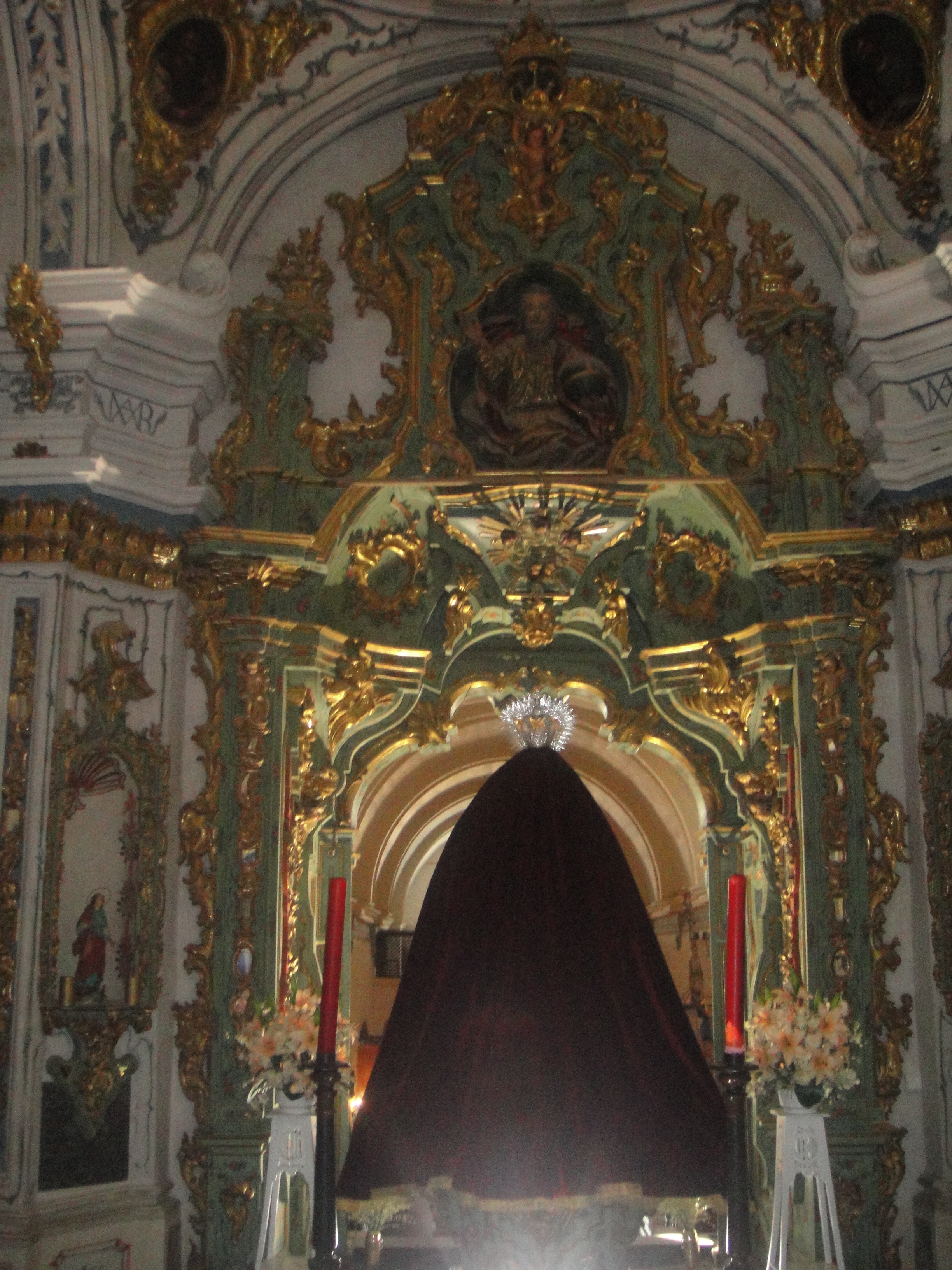
Interior del camarín. La imagen de Nuestra Señora de la Esperanza aparece de espaldas y cubierta con un manto rojo.

- En diferentes cartelas repartidas por la cúpula están colocadas las letras que componen las palabras «AVE MARÍA».[59]
- Los símbolos de la Letanía de la Virgen, que generalmente, como indicó Rivera Mateos, suelen ir unidos a las representaciones de la Inmaculada Concepción, cuyo misterio se pretendió exaltar aquí, aparecen por debajo de la cornisa y descansando sobre unos ángeles.[62]
- Los símbolos del Cantar de los Cantares, como una fuente, un pozo, el Sol, la Luna y algunas flores aparecen, al igual que en el caso anterior, por debajo de la cornisa y descansando sobre unos ángeles.[62]
- Una escalera representa a la Virgen como intermediaria entre su Hijo y el género humano.[62]
- Por debajo de la cornisa, y a lo largo de todo el camarín, hay colocada una inscripción cuyo propósito era recordar que la Virgen María es «hija, madre, esposa y esperanza de salvación»: «HIJA DEL ETERNO PADRE Y ESPERANZA NUESTRA; MADRE DEL ETERNO HIJO Y ESPERANZA NUESTRA; ESPOSA DEL ESPÍRITU SANTO Y ESPERANZA NUESTRA».[62]
- Los cuatro Evangelistas aparecen representados en las pechinas de la cúpula, y en la base de esta última hay unos medallones pintados sobre yeso que muestran a los apóstoles junto con una inscripción que reza: «ROGAD POR LOS PECADORES SACRO APOSTÓLICO CORO».[62]
- Toda la ornamentación que cubre el interior de la cúpula, y que está compuesta por flores, ángeles y hojarasca, está vinculada a la exaltación de la Virgen María, y en la linterna de la cúpula aparecen varios ángeles sosteniendo distintos tipos de flores junto con la inscripción «AVE MARÍA».[62]
- A la derecha del camarín hay una puerta adornada con la inscripción: «ESPEJO DE JUSTICIA, PUERTA DEL CIELO»,[63] y la ventana o tribuna que permite observar la iglesia desde el camarín está profusamente adornada con celosías de estilo rococó talladas en madera[50] y alberga una hornacina en la que se halla una imagen que muestra a Dios Padre como creador del Universo.[63]

## Patrimonio disperso
Una sillería de madera de finales del siglo XVII procedente del convento de San Francisco de Fuente Obejuna fue colocada en la capilla mayor de la iglesia de Nuestra Señora del Castillo de Fuente Obejuna en la década de 1980, que ha sido descrita por algunos autores como una obra «sobria y elegante» decorada con «temas ornamentales manieristas de tradición arquitectónica».
La sillería carece de relieves o figuras, aunque en el asiento destinado al prior de los franciscanos sí los hay, y en dos de las sillas está colocada una inscripción en latín que afirma: «Fecit F. Pus Hiron. Año de 1692», que traducido al castellano viene a decir: «Lo hizo Fray Pedro Girón. Año de 1692». Sin embargo, los autores del Catálogo artístico y monumental de la provincia de Córdoba expresaron sus dudas sobre si las siglas «Pus» corresponden al nombre de Petrus, que en castellano es traducido como Pedro.